# Marquesado de Villaverde

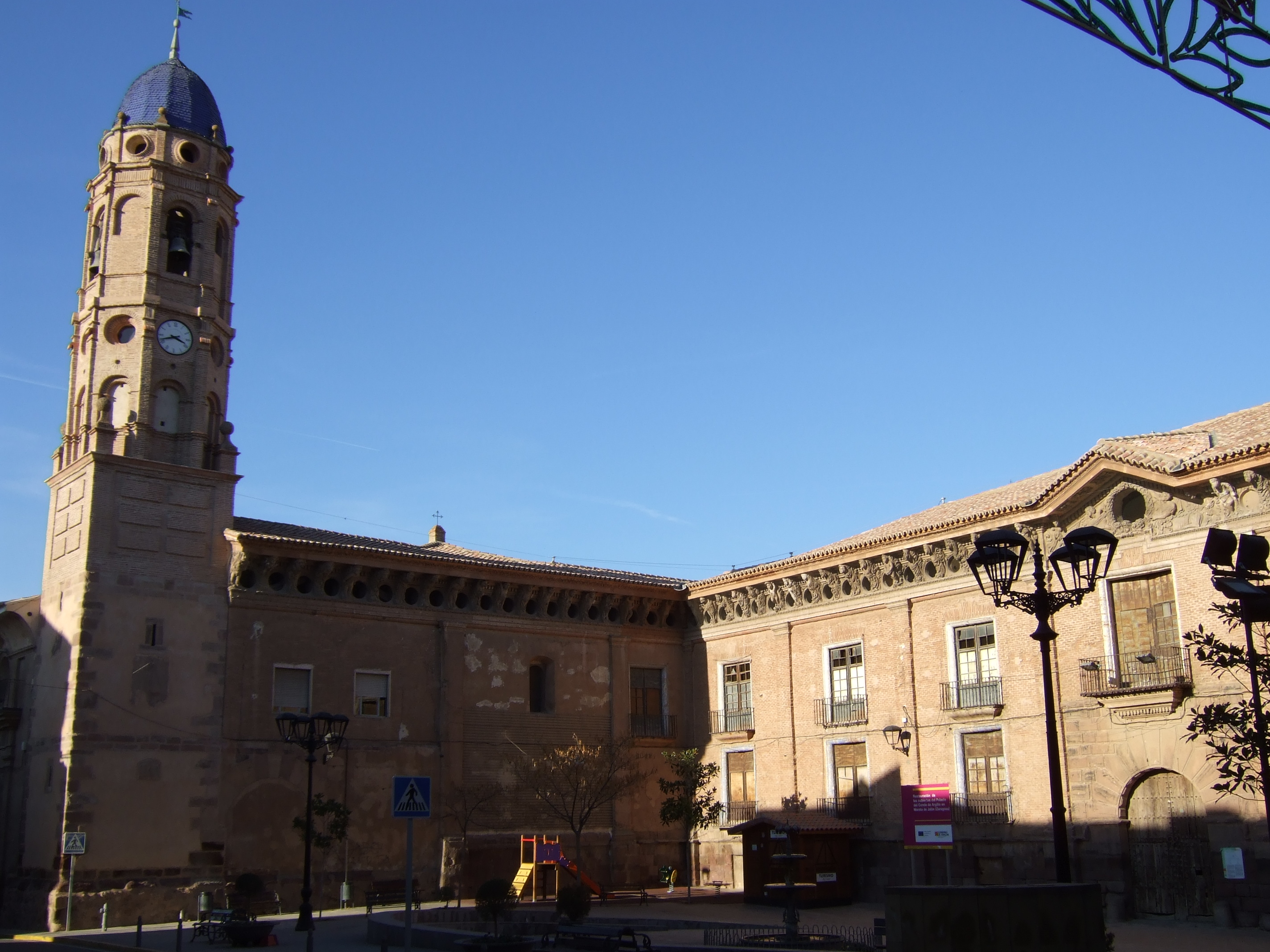
Palacio de los marqueses de Villaverde, condes de Morata de Jalón, condes de Argillo, en Morata de Jalón, provincia de Zaragoza.

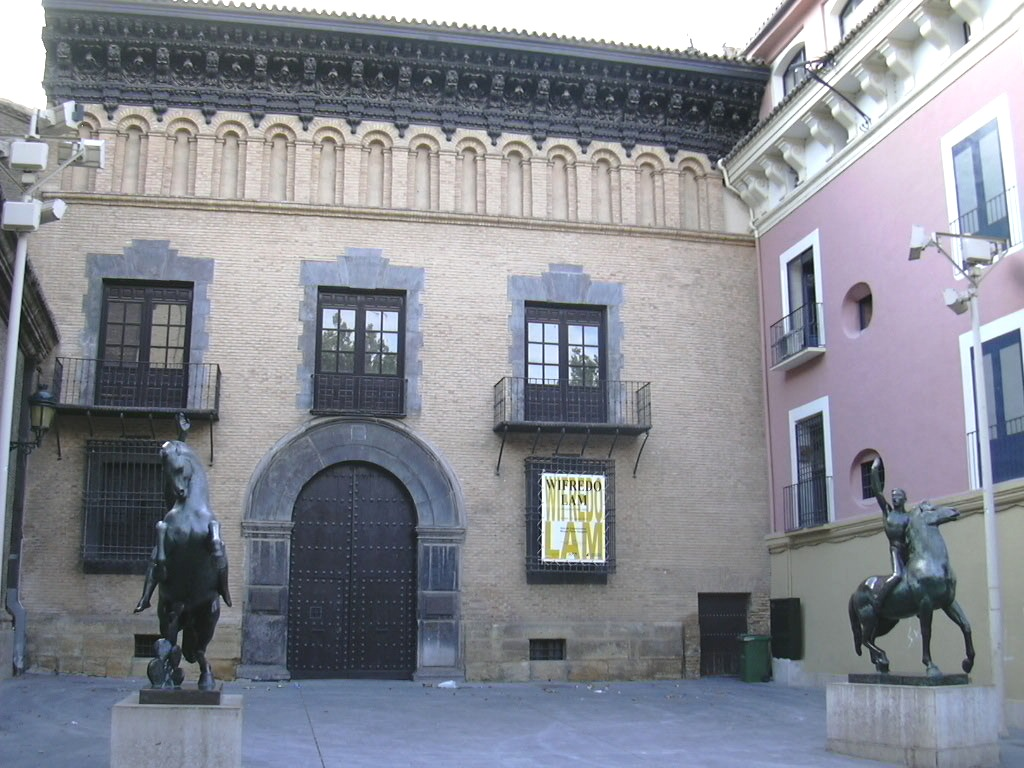
Palacio de los marqueses de Villaverde, condes de Morata de Jalón, condes de Argillo, en Zaragoza. Hoy Museo "Pablo Gargallo".

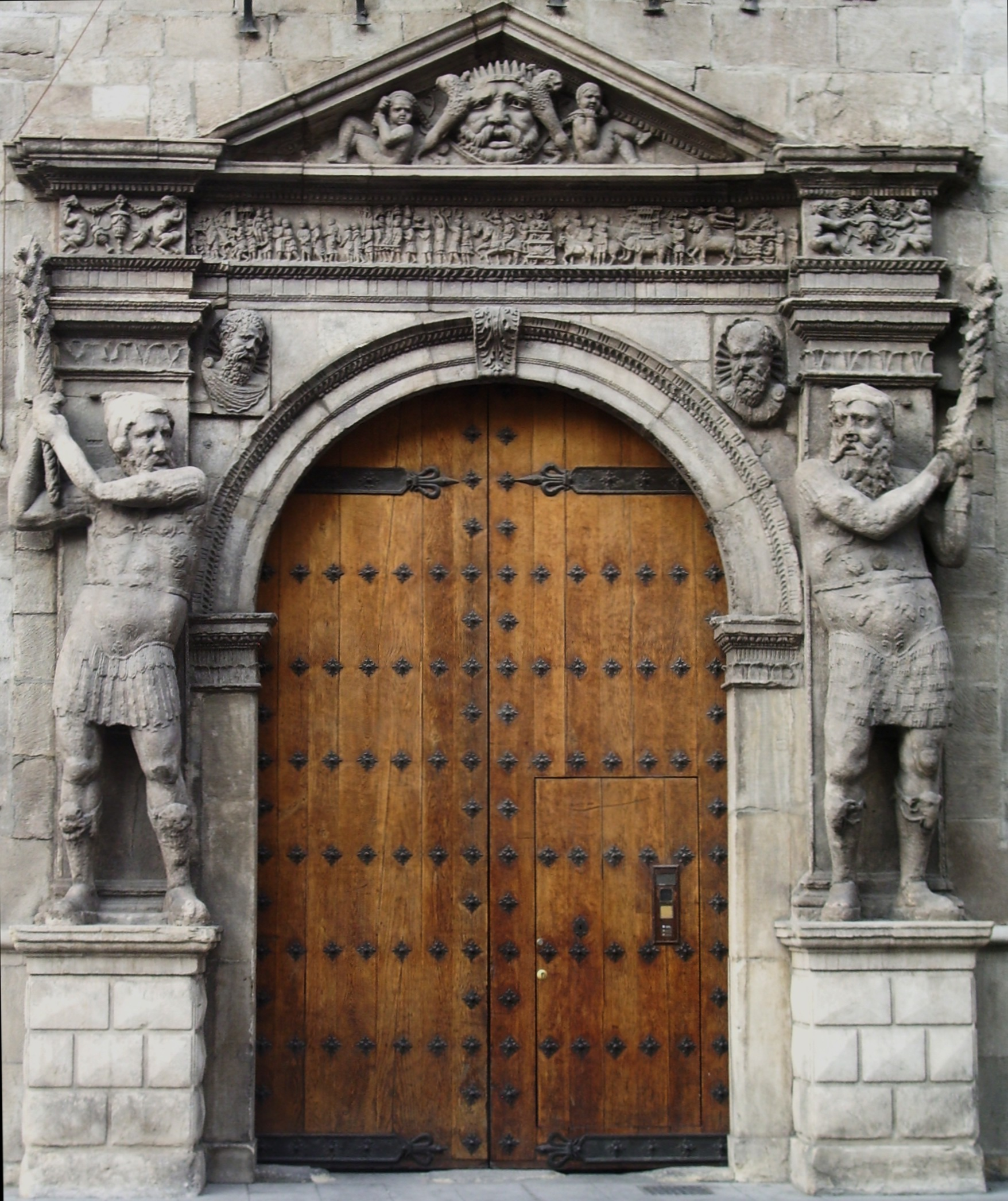
Portada del palacio de los marqueses de Villaverde, condes de Morata de Jalón, condes de Argillo, en Zaragoza, C/ Coso n.º 1. Hoy Tribunal Superior de Justicia de Aragón.

El marquesado de Villaverde es un título nobiliario español creado el 1 de abril de 1670 por el rey Carlos II de España, a favor de Francisco Sanz de Cortés y Borao, de noble y poderosa familia del reino de Aragón.
Posteriormente, en fecha desconocida de 1675, Francisco Sanz de Cortés y Borao compró legalmente las propiedades y títulos de conde de Morata de Jalón, barón de Gotor y barón de Illueca a su última poseedora, Ana María Martínez de Luna (cambiado a Manrique de Luna), quien ya era iii duquesa de Galisteo grande de España y viii condesa de Osorno, y no tenía ningún descendiente.

## Marqueses de Villaverde
|                        | Titular                                                | Periodo                |
| Creación por Carlos II | Creación por Carlos II                                 | Creación por Carlos II |
| ---------------------- | ------------------------------------------------------ | ---------------------- |
| I                      | Francisco Sanz de Cortés y Borao                       | 1670-                  |
| II                     | José Antonio Sanz de Cortés y Coscón                   |                        |
| III                    | Miguel Sanz de Cortés y Fernández de Heredia           |                        |
| IV                     | Juan María Sanz de Cortés y Connock                    |                        |
| V                      | María Luisa Sanz de Cortés y Connock                   |                        |
| VI                     | María de la Soledad Muñoz de Pamplona y Sanz de Cortés |                        |
| VII                    | José Garcés de Marcilla y Muñoz de Pamplona            | -1883                  |
| VIII                   | Luis Felipe María Bordiú y Garcés de Marcilla          | 1884-1921              |
| IX                     | María de la O Esperanza Bordiú y Bascarán              | 1921-1950              |
| X                      | Cristóbal Martínez-Bordiú y Ortega                     | 1950-1998              |
| XI                     | Francisco Franco y Martínez-Bordiú                     | 1998-actual titular    |

## Historia de los marqueses de Villaverde
- Francisco Sanz de Cortés y Borao, i marqués de Villaverde, posteriormente por compra, vi conde de Morata de Jalón, barón de Gotor, barón de Illueca, todos en el reino de Aragón.

Le sucedió su hijo:
- José Antonio Sanz de Cortés y Coscón, ii marqués de Villaverde, vii conde de Morata de Jalón, barón de Gotor, barón de Illueca.

Le sucedió su hijo:
- Miguel Sanz de Cortés y Fernández de Heredia, iii marqués de Villaverde, viii conde de Morata de Jalón, barón de Gotor, barón de Illueca.

Le sucedió su hijo:
- Juan María Sanz de Cortés y Connock, iv marqués de Villaverde, ix conde de Morata de Jalón, barón de Gotor, barón de Illueca, de origen materno inglés.

Le sucedió su hermana:
- María Luisa Sanz de Cortés y Connock, v marquesa de Villaverde, x condesa de Morata de Jalón, baronesa de Gotor, baronesa de Illueca, de origen materno inglés.

Le sucedió su sobrina materna:
- María de la Soledad Muñoz de Pamplona y Sanz de Cortés, vi marquesa de Villaverde, xi condesa de Morata de Jalón, iv condesa de Argillo, baronesa de Gotor, baronesa de Illueca.

Casó con Juan o José Garcés de Marcilla y Azuara o Azueta. Le sucedió su hijo:
- José Garcés de Marcilla y Muñoz de Pamplona (1807-1883), vii marqués de Villaverde, xii conde de Morata de Jalón, v conde de Argillo, barón de Gotor, barón de Illueca.

Casó con Rosa Prendergast y Gordon, dama de la Orden de la Reina María Luisa, hija de José Prendergast y de su esposa Cristina Gordon, ambos de origen escocés. Sin descendientes. Le sucedió en 1884 su sobrino materno:
- Luis Felipe María Bordiú y Garcés de Marcilla (París, 1846-Sabiñán, 1 de julio de 1921), viii marqués de Villaverde, xiii conde de Morata de Jalón, vi conde de Argillo, barón de Gotor, barón de Illueca. Abogado y vicecónsul de España en Bayona. Hijo de Cristóbal Bordiú y Góngora (Níjar, 21 de septiembre de 1798 - 16 de septiembre de 1872) y de su esposa Antonina Garcés de Marcilla y Muñoz de Pamplona y nieto paterno de José Antonio Bordiú y Fernández y de su esposa Paula de Góngora y Fernández-Delgado.

Casó con María del Carmen Prat y Sánchez-Salvador (Madrid, 21 de septiembre de 1846-Zaragoza, 10 de octubre de 1923), hija de Sebastián Prat de Miralles Pruns y Sohor y de su esposa Inocencia Sánchez-Salvador y Barrenechea. Le sucedió, de su hijo Cristóbal María del Pilar Bordiú y Prat (Anglet, 12 de octubre de 1864/6-Sabiñán, 17 de diciembre de 1907), casado en Madrid el 15 de enero de 1896 con María de la O de Bascarán y Reyna (Madrid, 15 de marzo de 1872-?), hija de José Julián de Bascarán y Federic y de su esposa Enriqueta de Reyna y Visset-Fernández de Córdoba, la hija de ambos, su nieta paterna:
- María de la O Esperanza Bordiú y Bascarán (Madrid, 19 de diciembre de 1896-Mancha Real, 12 de diciembre de 1980), ix marquesa de Villaverde, xiv condesa de Morata de Jalón, vii condesa de Argillo, baronesa de Gotor, baronesa de Illueca.

Casó en Sabiñán el 2 de febrero de 1918 con José María Martínez y Ortega (Mancha Real, 24 de octubre de 1890-Mancha Real, 10 de noviembre de 1970), hijo de Andrés Martínez y Cobo de Guzmán (Mancha Real, 1840-19 de diciembre de 1919) y de su esposa Catalina Ortega y Toledo. Le sucedió por cedencia en 1950 su hijo:
- Cristóbal Martínez-Bordiú y Ortega, x marqués de Villaverde, I duque consorte de Franco grande de España.

1. Casó con María del Carmen Franco y Polo, i duquesa de Franco grande de España. Hija de Francisco Franco Bahamonde y de su esposa María del Carmen Polo y Martínez-Valdés, i señora de Meirás grande de España. Le sucedió su hijo:

- Francisco Franco y Martínez-Bordiú, xi marqués de Villaverde, ii señor de Meirás grande de España.

Casó en 1981 con María de Suelves y Figueroa, hija de Juan de Suelves y Ponsich, xi marqués de Tamarit y ii vizconde de Montserrat, y de su esposa Victoria Eugenia de Figueroa y Borbón, hija del ii conde de Romanones y descendiente de Francisco de Paula de Borbón y Castellví, con descendencia: Francisco Franco y Suelves (n. 1982), casado con Lian Lay Fournier, empresaria imobiliaria, etc., y Juan José Franco y Suelves (n. 1985), casado con Khali El Assir, empresaria imobiliaria, segunda hija de Abdul Rahman El Assir, buen amigo del rey Juan Carlos I, comerciante de armas, comisionista entre Oriente y Occidente, y de su esposa María Fernández-Longoria, y casó en segundas nupcias con Miriam Guisasola y Carrión, con descendencia: Álvaro Franco y Guisasola (n. 1994) y Miriam Franco y Guisasola (n. 1996).
Actual marqués de Villaverde

## Nota
La IX marquesa de Villaverde, distribuyó sus títulos entre sus hijos y nieto, y así: 
1. Andrés Martínez-Bordiú, fue xv conde de Morata de Jalón. El hijo de este:
2. Francisco José Martínez-Bordiú y de Cubas, fue viii conde de Argillo.
3. Cristóbal Martínez-Bordiú, fue x marqués de Villaverde.
4. José María Martínez-Bordiú, fue barón de Gotor.
5. Tomás Martínez-Bordiú, fue barón de Illueca.